# Melissa McBride
Melissa Suzanne McBride (Lexington, 23 de maio de 1965), mais conhecida como Melissa McBride, é uma atriz e ex-diretora de elenco norte-americana. É mais conhecida por seu papel como Carol Peletier na série de televisão The Walking Dead, da AMC.

## Biografia

### Vida pessoal
Melissa McBride nasceu em Lexington, Kentucky, em uma família de quatro filhos. Seu pai era dono de uma empresa e sua mãe foi estudante do Pasadena Playhouse.

### Carreira
Melissa Suzane McBride nasceu em Lexington, no estado norte-americano do Kentucky. Ela se mudou para Atlanta, na Geórgia, em meados dos anos 80. Ela começou sua carreira profissional em 1991, em Atlanta. Melissa atuou em uma série de comerciais e trabalhos publicitários, como Rooms To Go, e foi uma porta-voz da Ford por alguns anos.
Melissa fez sua estreia na televisão em 1993, no canal ABC, em um episódio da série de drama Matlock. Mais tarde, Melissa McBride co-estrelou em várias séries de televisão, incluindo In the Heat of the Night, American Gothic, Profiler, Walker, Texas Ranger e Dawson's Creek. Em Dawson's Creek, ela interpretou Nina, uma cinéfila que encanta Dawson após seu rompimento com Jen, na época um episódio chamado "Road Trip", em 1998. Em 2003, voltou a aparecer no final da série, mas interpretando um personagem diferente. Ainda na década de 1990, Melissa também atuou nos filmes Her Deadly Rival, Close to Danger, Any Place But Home, Nathan Dixon e Piratas da Informática. Em 1996 ela esteve na minissérie A Season in Purgatory da CBS baseado em um romance de 1993 com o mesmo nome, de Dominick Dunne.
McBride trabalhou como diretora de elenco de filmes e comerciais em Atlanta, Geórgia de 2000 a 2010. Em 2007, o diretor Frank Darabont integrou McBride ao elenco de Woman With Kids at Home em conjunto com o elenco do filme de terror e ficção científica O Nevoeiro baseado no romance de 1980 com mesmo nome de Stephen King.
Em 2010, McBride se juntou ao elenco da série de drama da AMC The Walking Dead baseada na série de quadrinhos de mesmo nome, criada por Robert Kirkman. Ela interpreta a personagem Carol Peletier, uma das protagonistas da série.

## Filmografia

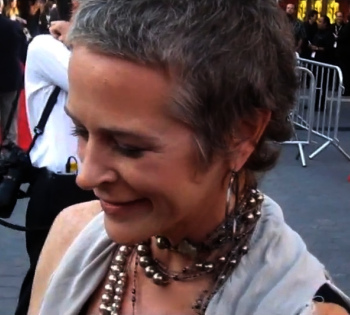
Melissa McBride durante a estreia da 3.ª temporada de The Walking Dead, em 2012.

| Ano  | Título                               | Personagem                           | Nota          |
| ---- | ------------------------------------ | ------------------------------------ | ------------- |
| 1995 | Bio-force I: O Início da Metamorfose | Mãe de Tiffany                       |               |
| 2002 | Meninos de Deus                      | Senhorita Doyle                      |               |
| 2006 | Nailed!                              | Olga / Garçonete / Agente            | Pequeno filme |
| 2007 | The Promise                          | Stacey Johnson                       | Pequeno filme |
| 2007 | O Nevoeiro                           | Mulher com as crianças em casa       |               |
| 2007 | Lost Crossing                        | Sheila                               | Pequeno filme |
| 2008 | Delgo                                | Senhorita Sutley / Elder Pearo (voz) |               |
| 2012 | The Proxy                            | Dr. Ashley Bronson                   |               |

| Ano             | Título                                      | Personagem                  | Notas                                                                                  |
| --------------- | ------------------------------------------- | --------------------------- | -------------------------------------------------------------------------------------- |
| 1993            | Matlock                                     | Darlene Kellogg / Garçonete | Episódio: "Matlock's Bad, Bad, Bad Dream"                                              |
| 1994            | In the Heat of the Night: Give Me Your Life | WPMM Reporter               | Filme de televisão                                                                     |
| 1995            | Her Deadly Rival                            | Ellie                       | Filme de televisão                                                                     |
| 1995            | American Gothic                             | Holly Gallagher             | Episódio: "Dead to the World"                                                          |
| 1996            | A Season in Purgatory                       | Mary Pat Bradley            | Filme de televisão                                                                     |
| 1996            | Profiler                                    | Walker Young                | Episódio: "Insight"                                                                    |
| 1997            | Close to Danger                             | Natalie                     | Filme de televisão                                                                     |
| 1997            | Any Place But Home                          | Brett                       | Filme de televisão                                                                     |
| 1997            | Walker, Texas Ranger                        | Dr. Rachel Woods            | Episódio: "Lucas: Part 1" Episódio: "Lucas: Part 2"                                    |
| 1999            | Nathan Dixon                                | Janine Keach                | Filme de televisão                                                                     |
| 1998            | Dawson's Creek                              | Nina                        | Episódio: "Road Trip"                                                                  |
| 1999            | Piratas da Informática                      | Elizabeth Holmes            | Filme de televisão                                                                     |
| 2003            | Dawson's Creek                              | Melanie                     | Episódio: "All Good Things…" Episódio: "Must Come to an End"                           |
| 2008            | Living Proof                                | Sally                       | Filme de televisão                                                                     |
| 2010–2022       | The Walking Dead                            | Carol Peletier              | Recorrente (temporada 1) Elenco Regular (temporada 2-9) Protagonista (Temporada 10-11) |
| 2018            | Fear The Walking Dead                       | Carol Peletier              | Participação                                                                           |
| 2023-atualmente | The Walking Dead: Daryl Dixon               | Carol Peletier              |                                                                                        |

| Ano  | Título         | Notes |
| ---- | -------------- | ----- |
| 2006 | The Last Adam  |       |
| 2007 | The Promise    |       |
| 2009 | Golden Minutes |       |
| 2009 | This Side Up   |       |
| 2010 | The Party      |       |
| 2010 | Broken Moment  |       |

## Prêmios e nomeações
| Ano  | Prêmio                                        | Categoria                                               | Trabalho         | Resultado |
| ---- | --------------------------------------------- | ------------------------------------------------------- | ---------------- | --------- |
| 2012 | Satellite Award de Melhor Elenco em Televisão | Melhor elenco (ou Melhor Conjunto) – Série de televisão | The Walking Dead | Venceu    |
| 2013 | Shorty Awards                                 | Melhor da Mídia Social                                  | ela mesma        | Indicado  |
| 2014 | Saturn Award                                  | Melhor Atriz Coadjuvante na Televisão                   | The Walking Dead | Venceu    |
| 2014 | Critics' Choice Television Award              | Melhor Atriz Coadjuvante em um Drama                    | The Walking Dead | Indicado  |
| 2015 | Saturn Awards                                 | Melhor Atriz Coadjuvante na Televisão                   | The Walking Dead | Venceu    |